# Ålestrup
Ålestrup (danska även Aalestrup) är en ort i norra Jylland i Danmark, omkring 30 kilometer norr om Viborg. Den tillhör Vesthimmerlands kommun i Region Nordjylland och har 2 720 invånare (2012). Före kommunreformen 2007 var Ålestrup huvudort i Ålestrups kommun.
I Ålestrup tillverkades tidigare cyklar av företaget Jyden A/S. Sedan 1974 ligger Danmarks Cykelmuseum i den tidigare direktörsbostaden.

## Bildgalleri

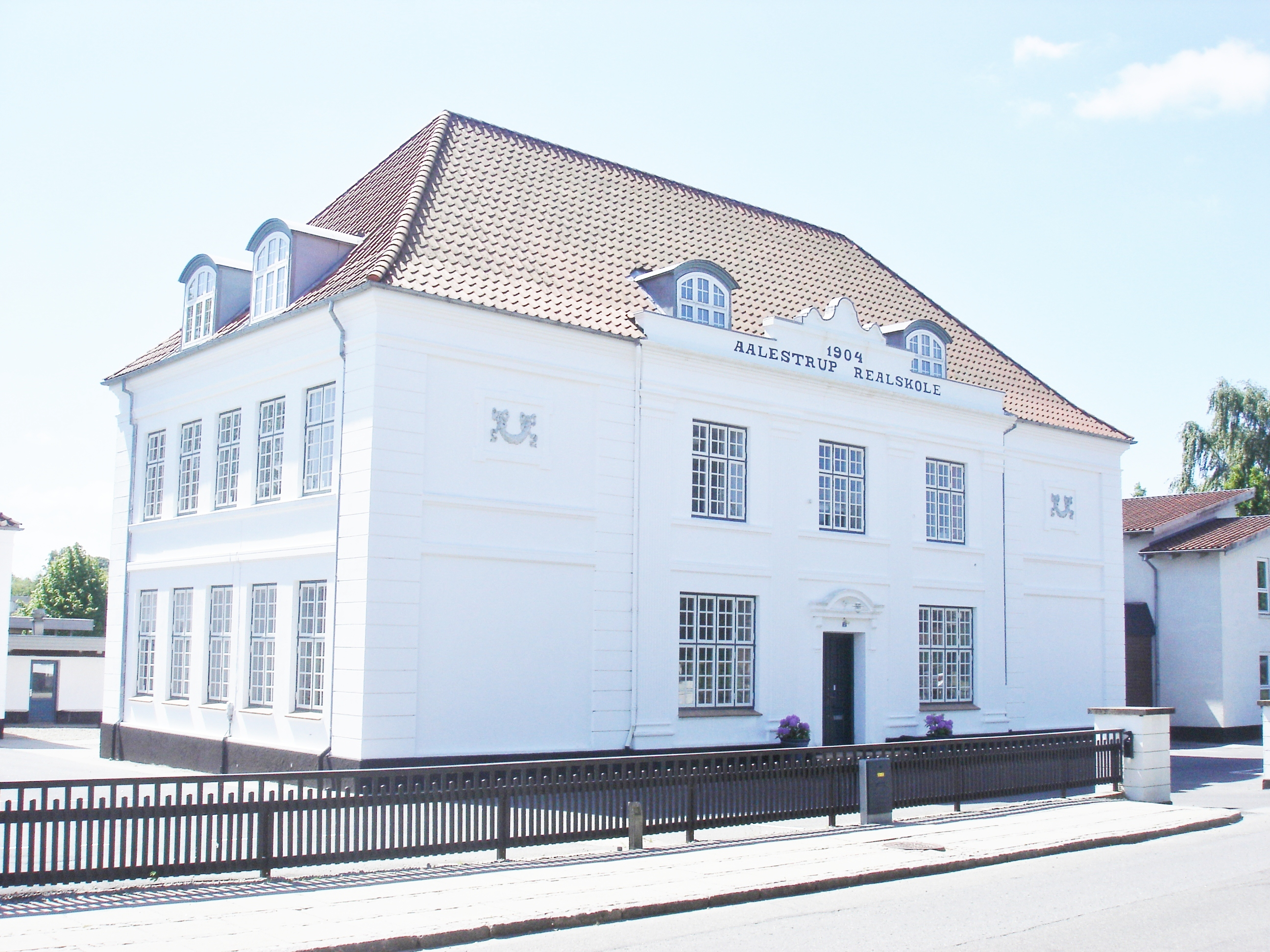
Aalestrup Realskole
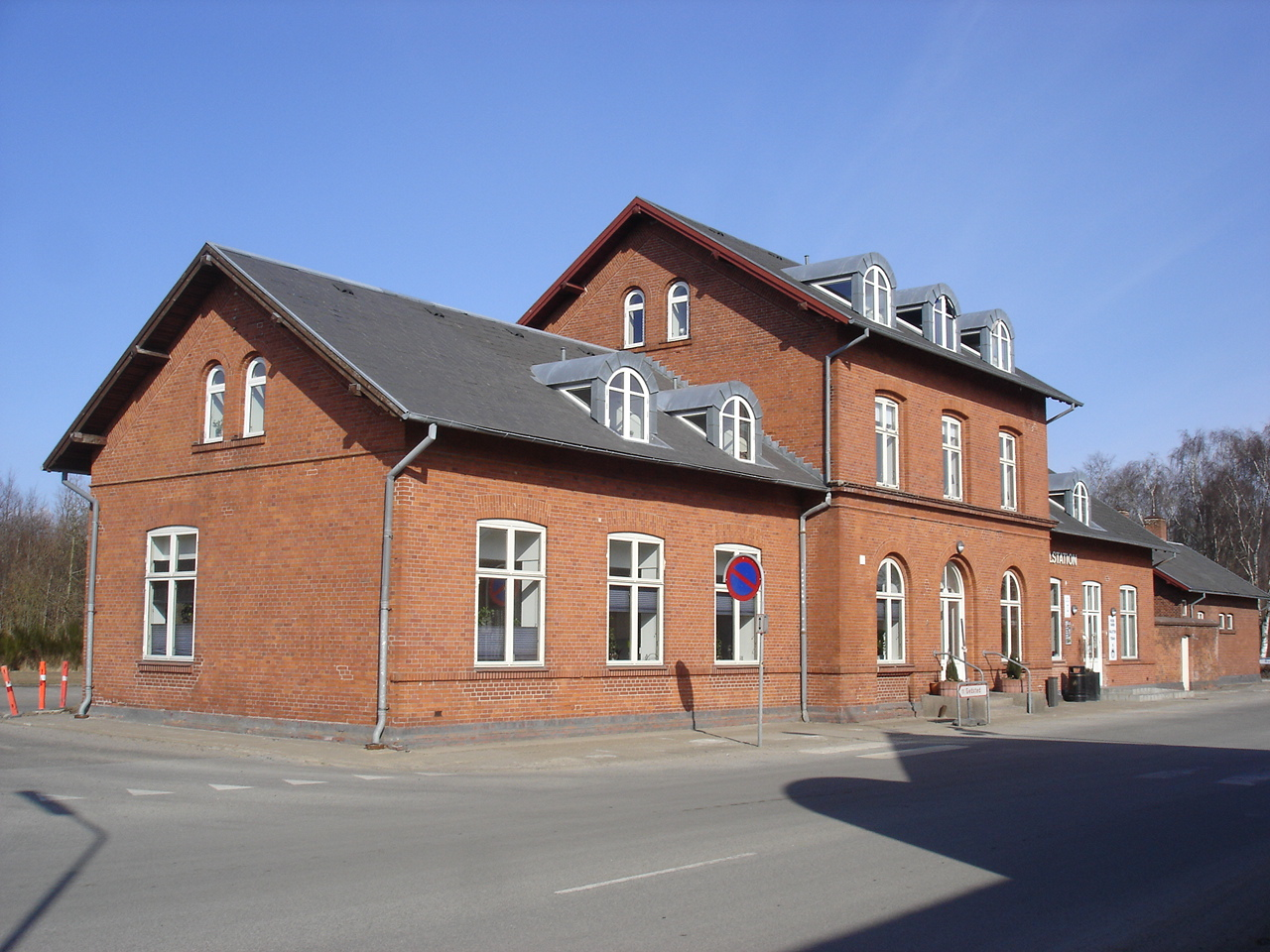
Ålestrups station
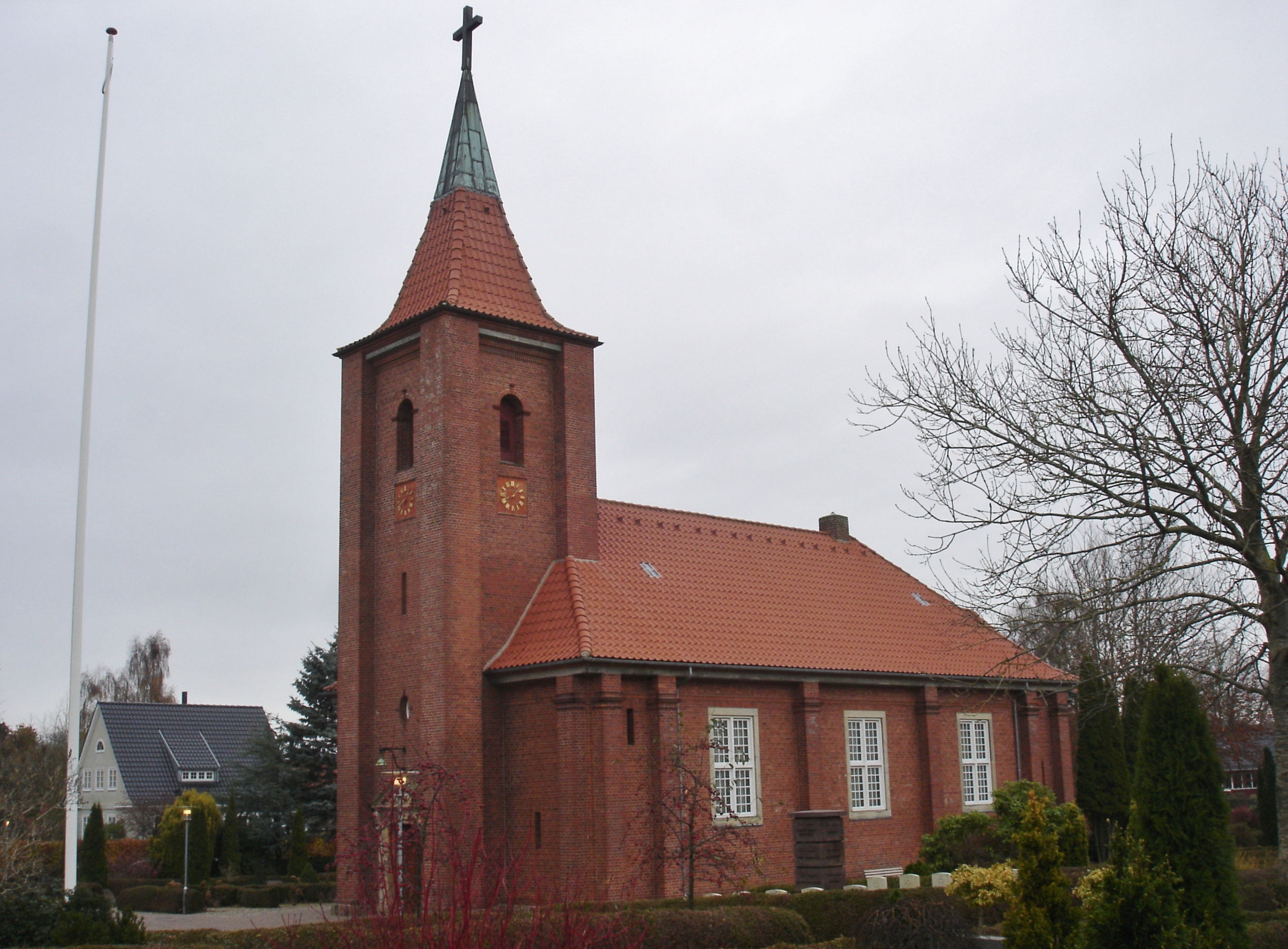
Ålestrups kyrka